# Częstocin
Częstocin (kaszb. Czãstocënò) – wieś w Polsce położona w województwie pomorskim, w powiecie gdańskim, w gminie Przywidz.
W latach 1975–1998 miejscowość położona była w województwie gdańskim.
Inne miejscowości o nazwie Częstocin: Częstocice